# Gulen
Gulenⓘ ist eine norwegische Kommune im Distrikt Sogn im Fylke Vestland mit 2260 Einwohnern (Stand: 1. Januar 2025). Das Verwaltungszentrum ist Eivindvik.

## Geografie

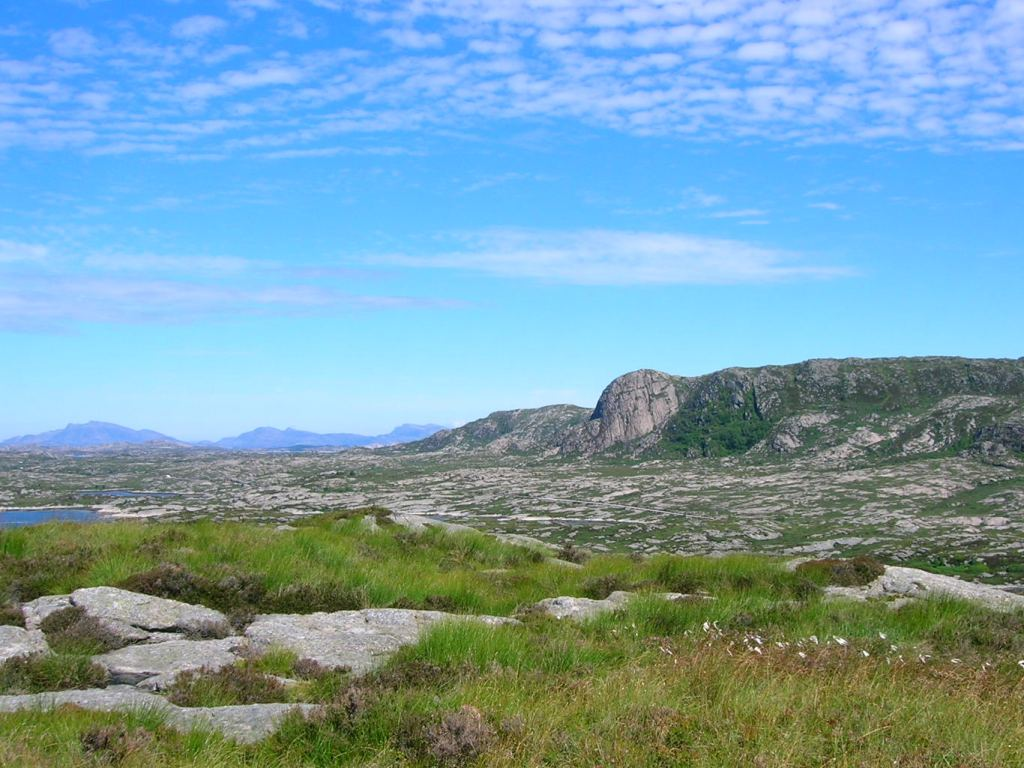
Landschaft auf Byrknesøy

Gulen liegt am südlichen Ufer des Sognefjordes, der hier in den Atlantik mündet. Zu Gulen gehören mehr als 1500 größtenteils unbewohnte Inseln, die ungefähr 20 % der Fläche der Kommune ausmachen. Die höchste Erhebung der Kommune ist das zu Stølsheimen gehörende Svadfjellet mit 877,8 Metern.
Im Osten grenzt Gulen an Høyanger und im Südosten an Masfjorden. Südlich des Fensfjordes liegen Alver, Austrheim und Fedje und nördlich des Sognefjordes befinden sich Hyllestad und Solund.
Gulen ist über den Riksvei 57 und die Europastraße 39 an das Straßennetz angebunden. Es besteht eine Expressbootverbindung mit Bergen.

### Klima
Die Nähe zum Atlantik und dem Golfstrom sorgen in Gulen für ein typisches Seeklima mit milden Wintern und kühlen Sommern. Die Durchschnittstemperatur im kältesten Monat Februar beträgt 0,8 °C und im wärmsten Monat Juli 13,5 °C. Die Orte Brekke und Takle gelten zudem als einige der niederschlagsreichsten Orte Norwegens. Brekke hält seit 1990 den norwegischen Niederschlagsrekord mit 5595 mm Regen innerhalb eines Kalenderjahres.

## Geschichte
Die Kirche von Gulen wurde im Jahr 1863 erbaut und in den Jahren 1938 und 1963 erweitert. 1905 wurde dort ein Taufbecken aus der Zeit um das Jahr 1000 eingebaut.
Gulen gehörte bis Ende 2019 der Provinz Sogn og Fjordane an, die im Zuge der landesweiten Regionalreform in das neu geschaffene Fylke Vestland überging.

## Einwohner

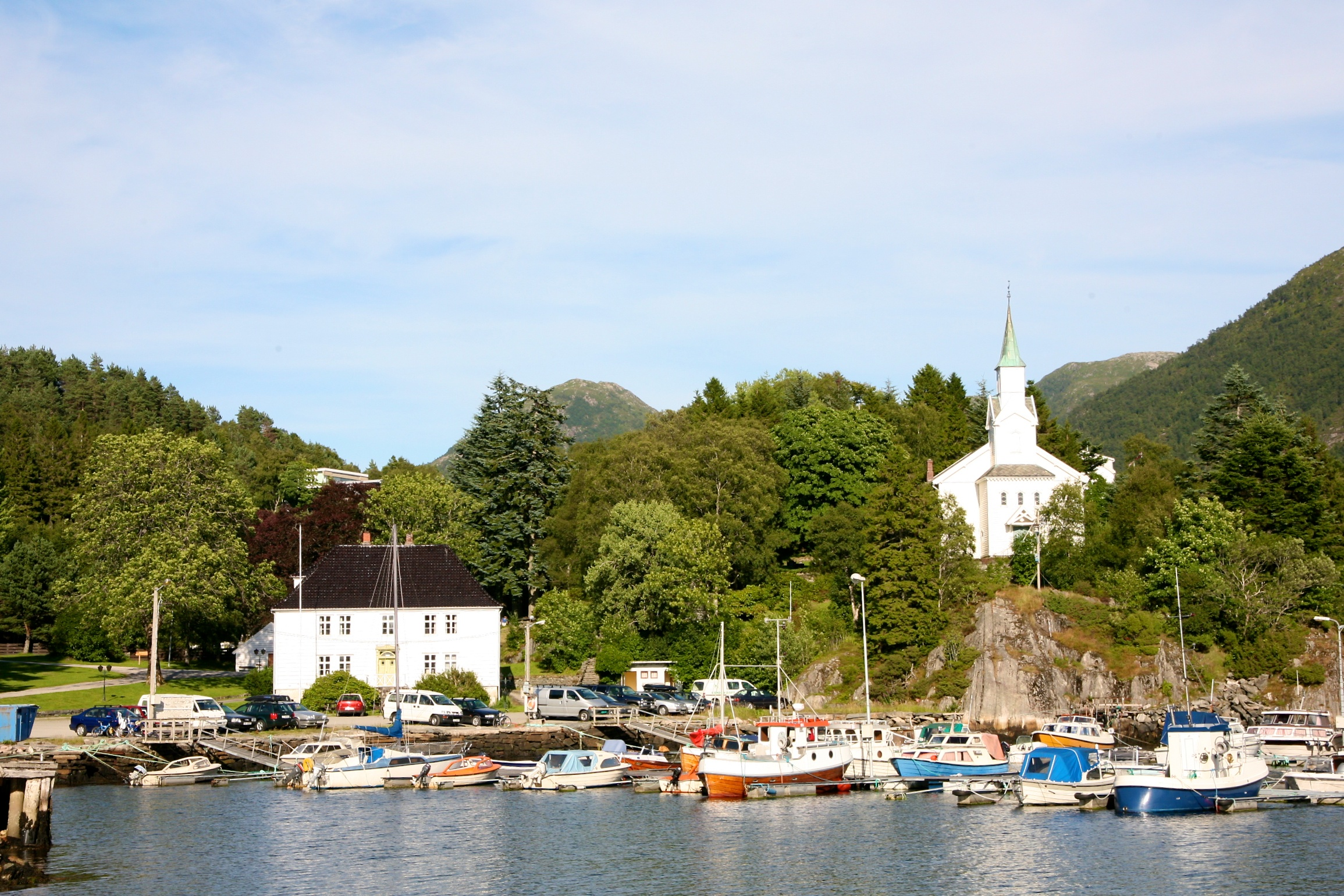
Eivindvik mit Rathaus und Kirche

Die Einwohner der Gemeinde leben verstreut entlang der Fjorde und am Ufer der größten Inseln. Wie in vielen ländlichen Gemeinden ist die Bevölkerung seit Jahren rückläufig. In der Gemeinde liegen zwei sogenannte Tettsteder, also zwei Ansiedlungen, die für statistische Zwecke als eine städtische Siedlung gewertet werden. Diese sind Byrknes mit 299 und Eivindvik mit 329 Einwohnern (Stand: 1. Januar 2024).
Die Einwohner der Kommune werden Guling genannt. Offizielle Sprachform ist wie in fast allen Gemeinden der Provinz Vestland Nynorsk, also die seltenere der beiden norwegischen Schriftsprachen.
| Jahr          | 1986 | 1990 | 1995 | 2000 | 2005 | 2010 | 2015 | 2020 | 2025 |
| ------------- | ---- | ---- | ---- | ---- | ---- | ---- | ---- | ---- | ---- |
| Einwohnerzahl | 2664 | 2606 | 2489 | 2489 | 2459 | 2302 | 2335 | 2297 | 2260 |

## Wirtschaft
Eine wichtige Rolle für die Wirtschaft der Kommune spielt die Landwirtschaft. An der Fjordküste wird außerdem Fischerei betrieben. Der Großteil der Bewohner Gulens arbeitet in der Gemeinde, nur ein kleiner Teil arbeitete im Jahr 2019 außerhalb der Kommune, wie etwa in Bergen.

## Verkehr
Zwischen dem Festland und der Insel Sandøyna steht die Brandangersundbrua, Norwegens größte Netzwerkbogenbrücke.

## Persönlichkeiten
- Julia Bache-Wiig (* 1984), Schauspielerin